# Yamaceratop
El yamaceratop (Yamaceratops) és un gènere de dinosaure ceratop que va viure al Cretaci superior. Les seves restes fòssils s'han trobat al desert de Gobi, a Mongòlia. En un principi es pensava que les roques en les quals es va trobar dataven del Cretaci inferior, però la seva antiguitat fou reanalitzada l'any 2009.